# Гарольд Агню
Гарольд Мелвін Агню (англ. Harold Melvin Agnew; 28 березня 1921, Денвер, Колорадо, США — 29 вересня 2013, Солана-Біч, Каліфорнія, США) — американський фізик, відомий як науковий спостерігач ядерного бомбардування Хіросіми і Наґасакі, а пізніше третій директор Національної лабораторії в Лос-Аламосі.
1942 року Агню приєднався до групи вчених металургійної лабораторії Чиказького університету, які займалися дослідженнями радіоактивних матеріалів і ядерних реакцій в рамках Манхеттенського проекту. Став одним з творців першого у світі ядерного реактора — Chicago Pile-1. 1943 року перейшов до Лос-Аламоської лабораторії, де працював з генератором Кокрофта-Волтона. Після закінчення війни повернувся до Чиказького університету, де закінчив свою дипломну роботу під керівництвом Енріко Фермі.
1949 року Агню повернувся до Лос-Аламоса й взяв участь у випробуванні термоядерного вибухового пристрою 1 березня 1954 на атолі Бікіні (Маршаллові острови). Став керівником підрозділу з розробки ядерної зброї 1964 року. Також від 1955 до 1961 року був сенатором штату Нью-Мексико. Від 1961 до 1964 був науковим консультантом Верховного головнокомандувача об'єднаними збройними силами НАТО в Європі. Від 1970 до 1979 працював директором Лос-Аламоської лабораторії, а коли пішов у відставку, то став президентом і головним виконавчим директором компанії General Atomics, що займається проектами в галузі ядерних технологій. Помер у своєму будинку в Солана-Біч, штат Каліфорнія, 29 Вересня 2013.

## Ранні роки й освіта

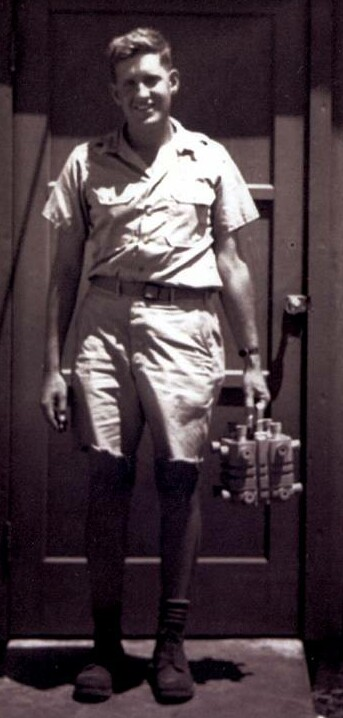
Гарольд Агню на Тініані 1945 року з плутонієвим ядром бомби Товстун, скинутої на Нагасакі

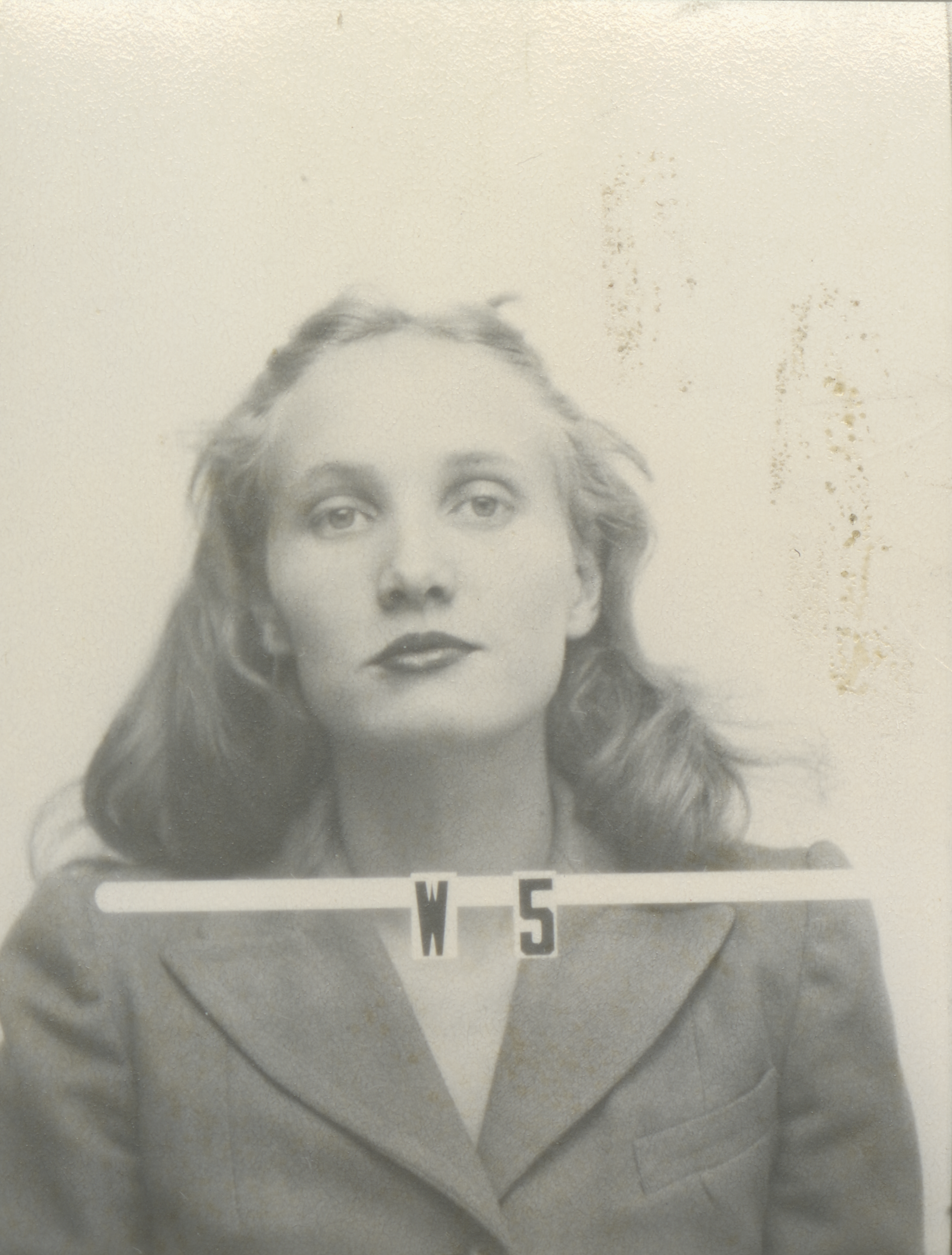
Беверлі Агню

Гарольд Мелвін Агню народився в Денвері, штат Колорадо, 28 березня 1921. Він був єдиною дитиною в родині каменяра. Середню освіту здобув у однієї зі шкіл Денвера, після чого вступив до Денверського університету на хімічний факультет. Був непоганим спортсменом, у складі збірної університету з софтболу виграв чемпіонат. Закінчив навчання в січні 1942 року, отримав стипендію на навчання в Єльському університеті.
Після японської бомбардування Перл-Гарбора, яке змусило США вступити у Другу світову війну на Тихоокеанському театрі військових дій, Гарольд і його дівчина Беверлі, яка закінчила ту саму школу в Денвері та Денверський університет, спробували приєднатися до авіаційного корпусу армії Сполучених Штатів. Однак, їх відмовили підписувати документи на зарахування. Замість цього, Джойс Стернс, керівник фізичного факультету Денверського університету, переконав Агню перейти разом з ним в Чиказький університет, де Стернс став одним з керівників металургійної лабораторії. Агню мав достатньо кредитів для продовження навчання, Беверлі — ні. 2 травня 1942 Гарольд та Беверлі одружилися в Денвері. Після цього вони переїхали до Чикаго, де Беверлі стала секретарем Річарда Доана, глави металургійної лабораторії. Агню й Беверлі мали двох дітей: дочку Ненсі й сина Джона.
В металургійній лабораторії Агню працював разом з Енріко Фермі, Волтером Зінном і Гербертом Андерсоном. Брав участь у будівництві першого у світі ядерного реактора — Chicago Pile-1. Спочатку Агню працював з вимірювальними приладами. Лічильники Гейгера калібровані з використанням радону й берилію, внаслідок чого Агню отримав занадто високу дозу радіації. Потім його перевели на роботу з встановлення графітових блоків, необхідних для сповільнення нейтронів у реакторі. Був свідком першої контрольованої ланцюгової ядерної реакції 2 грудня 1942.
Агню та Беверлі перейшли в Лос-Аламоської лабораторію в березні 1943 року. Разом з Бернардом Вальдманном вони спочатку поїхали в Іллінойський університет в Урбана-Шампейн, де чоловіки демонтували Генератор Кокрофта — Волтона і прискорювач частинок, тоді як Беверлі вела облік фрагментів. Після цього деталі були по морю відправлені до Нью-Мексико, де Агню та Беверлі зустріли вантаж і перевезли в Лос-Аламоською лабораторію. Беверлі продовжила працювати секретарем, спочатку у Роберта Оппенгеймера, наукового керівника Манхеттенського проекту, пізніше у Роберта Бачера, керівника фізичного підрозділу. Робота Агню тоді полягала в повторній збірці прискорювача заряджених частинок, який згодом був використаний для експериментів групи Джона Менлі.
Коли експериментальну роботу згорнули, Агню перейшов у проект «Альберта», одну із секцій Манхеттенського проекту. Там він працював у групі Луїса Альвареса, основним завданням якої було стежити за результатами ядерних вибухів. Агню, разом з Альваресом та Лоуренсом Джонсоном, придумав спосіб вимірювання результатів ядерного вибуху шляхом скидання датчиків тиску на парашутах та зчитування показань з літака. У червні 1945 року на військово-транспортному літаку Douglas C-54 Skymaster він прибув на Тініан, один з Маріанських островів у Тихому океані. Першим завданням Агню на острові була установка його вимірювальної апаратури на американський стратегічний бомбардувальник Boeing B-29 Superfortress The Great Artiste.
6 серпня 1945, під час ядерного бомбардування Хіросіми, Агню, разом з Альваресом і Джонсоном, літав як науковий спостерігач на літаку The Great Artiste, пілотованому Чарльзом Суїні, який летів за Енола Ґей, стратегічним бомбардувальником Boeing B-29 Superfortress, що скинув атомну бомбу «Малюк» (англ. Little Boy) на Хіросіму. Він узяв з собою кінокамеру і зняв єдині наявні кадри бомбардування Хіросіми з повітря.
Після закінчення війни Агню вступив до Чиказького університету, де закінчив свою дипломну роботу під керівництвом Енріко Фермі. Агню й Беверлі жили з Фермі та його сім'єю через післявоєнну нестачу житла. 1948 року Агню отримав ступінь магістра наук, а 1949 року доктора філософії. Тема його дисертації — «Бета-спектри Cs-137, Y-91, Cl-147, Ru-106, Sm-151, P-32, Tm-170».

## Лос-Аламос

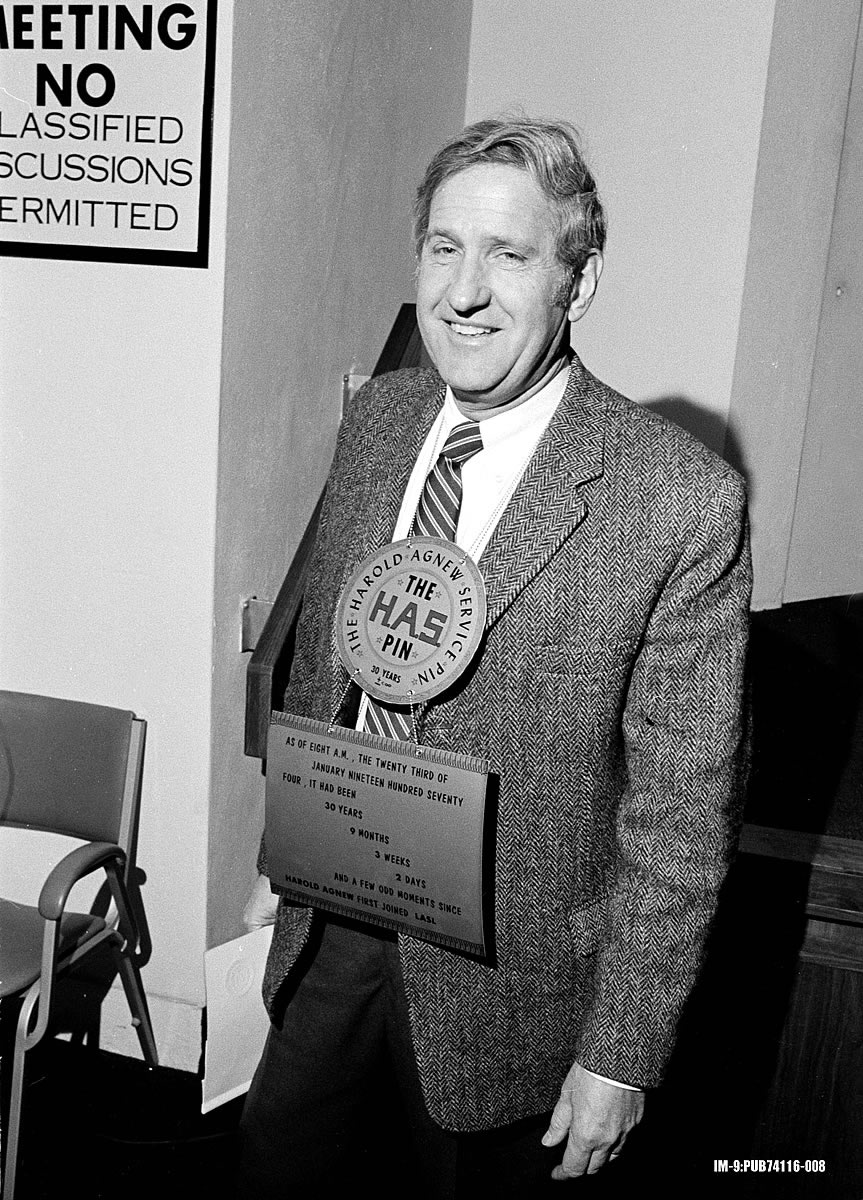
Агню 1974 року з премією за 30 років роботи

Закінчивши навчання Агню повернувся до Лос-Аламоса як співробітник Національного дослідницького фонду і працював над розвитком зброї у фізичному підрозділі. 1950 року його перевели в проект з розробки термоядерної зброї. Там він став головним інженером випробування термоядерного вибухового пристрою 1 березня 1954 на атолі Бікіні (Маршаллові острови). 1964 року став керівником підрозділу з розробки ядерної зброї.
Від 1955 до 1961 року був сенатором штату Нью-Мексико. Він був першим сенатором штату від округу Лос-Аламос. Сенатори працювали без оплати праці, отримуючи лише добові у розмірі п'яти доларів. Оскільки ця діяльність займала лише 30 днів у парні роки й 60 днів у непарні, він міг продовжувати роботу в Лос-Аламосі, беручи відпустку на час сенаторської роботи. Він спробував реформувати законодавство Нью-Мексико стосовно мінімальних надбавок на алкоголь. Його спроба 1957 року виявилася невдалою, однак, пізніше, 1963 року, закон був змінений.
Від 1961 до 1964 року Агню був науковим консультантом Верховного головнокомандувача об'єднаними збройними силами НАТО в Європі. Також протягом багатьох років він за сумісництвом займав деякі консультаційні позиції у військовому відомстві. Від 1957 до 1968 року він був членом Науково-консультативної ради ВПС США. Від 1966 до 1970 року був головою Консультативної групи з науки Командування бойового розвитку Армії США. Від 1966 до 1970 року був членом Наукової оборонної ради. Від 1966 до 1974 року був членом Науково-консультативної групи Армії США. Від 1978 до 1984 року входив до Наукової ради Армії США.
1970 року Агню став директором Лос-Аламоської лабораторії, яка до того часу нараховувала до 7000 співробітників. За час його управління відбулися значні зміни. Його попередник Норріс Бредбері, відновив лабораторію з нуля після війни; багато співробітників, яких він запросив, наблизилися до пенсійного віку. За Агню в лабораторії розробили пробну версію підземного захисного комплексу, завершили будівництво наукового центру з вивчення нейтронів, придбали перший суперкомп'ютер Cray-1, проводили навчання інспекторів Міжнародного агентства з атомної енергії. Агню вдалося отримати дозвіл на розробку в лабораторії термоядерної боєголовки W76, використовуваної в балістичних ракетах підводних човнів UGM-96A Трайдент I С-4 і UGM-133A Трайдент II (D5); а також термоядерної боєголовки W78, використовуваної в міжконтинентальних балістичних ракетах наземного базування Мінітмен. Підтримка з боку Комісії з атомної енергії припинилася, однак, під час енергетичної кризи 1970-х років лабораторія досліджувала альтернативні види палива.

## Пізні роки

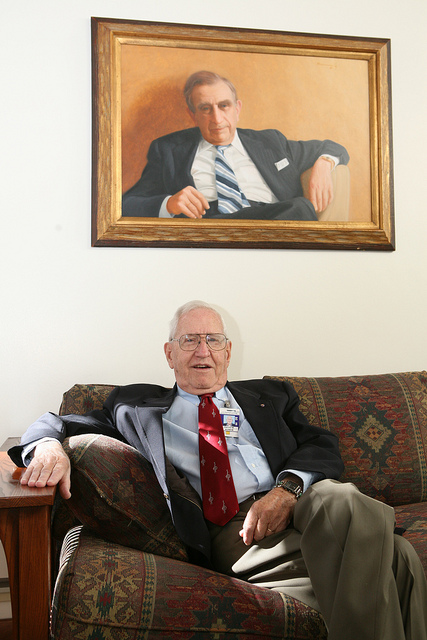
Агню 2006 року

1979 року Агню пішов з Лос-Аламоської лабораторії й став президентом та виконавчим директором компанії General Atomics, що займається проектами в галузі ядерних технологій. Цю посаду він обіймав до 1985 року. У своєму листі про відставку Девіду Саксону, голові Каліфорнійського університету, Агню писав, що на його рішення вплинула незадоволеність політикою адміністрації університету і відсутність пропаганди лабораторії, а також розчарування через несправедливий розподіл фінансування Міністерством енергетики США між Лос-Аламоської лабораторією і Ліверморською лабораторією.
Від 1974 до 1978 Агню головував у Генеральному консультативному комітеті Агентства з контролю над озброєнням та роззброєнням. Від 1982 до 1989 року працював науковим радником Білого дому. Від 1968 до 1974 і від 1978 до 1987 був членом Консультативної групи космічної безпеки NASA. 1988 року став ад'юнкт-професором Каліфорнійського університету в Сан-Дієго. 1978 року отримав премію Енріко Фермі. Разом з Хансом Бете, першим отримав медаль Лос-Аламоської національної лабораторії. Також був членом Національної академії наук США і Національної інженерної академії США.
Бувши прихильником тактичної ядерної зброї, Агню 1970 року відзначив, що В'єтнамський міст «Пащу дракона», на знищення якого звичайною зброєю довелось провести більше ніж 800 вильотів, можна було б знищити всього однієї ядерною бомбою. 1977 року в одній зі статей Агню стверджував, що використання нейтронної зброї могло б забезпечити «тактичну» перевагу проти звичайної зброї, особливо стосовно Східного блоку. Агню стверджував, що, не зачіпаючи броню техніки, нейтрони, згенеровані вибухом, могли б проникнути всередину та протягом декількох десятків хвилин вбити або зробити екіпаж повністю неефективним. Оскільки нейтронна бомба має нижчий побічний збиток, то сфера її застосування набагато ширша, ніж у зброї поділу, що забезпечує її значну перевагу.
Беверлі померла 11 жовтня 2011. Агню діагностували хронічний лімфолейкоз. Він помер у своєму будинку в Солана-Біч, штат Каліфорнія, 29 вересня 2013. Він заповів, щоб його кремували, а попіл поховали разом з Беверлі на кладовищі в Лос-Аламосі.
2005 року в інтерв'ю BBC Агню заявив: «Близько трьох чвертей ядерного арсеналу США розроблено під моїм керівництвом у Лос-Аламосі. Це і є мій спадок».